# Sinemur
Sinemur je časová jednotka v geologických vědách, označující geologický věk (chronologická jednotka) a stupeň (stratigrafická jednotka) v období spodní jury. K roku 2025 je toto období v dějinách planety Země datováno na 199,5 ± 0,3 – 192,9 ± 0,3 milionu let před současností. Jedná se tedy o období dlouhé přibližně 6,6 milionu let, což odpovídá středně dlouhým věkům/stupním druhohorní éry. Tomuto druhému nejstaršímu jurskému stupni předchází stupeň hettang a následuje po něm stupeň pliensbach.

## Historie

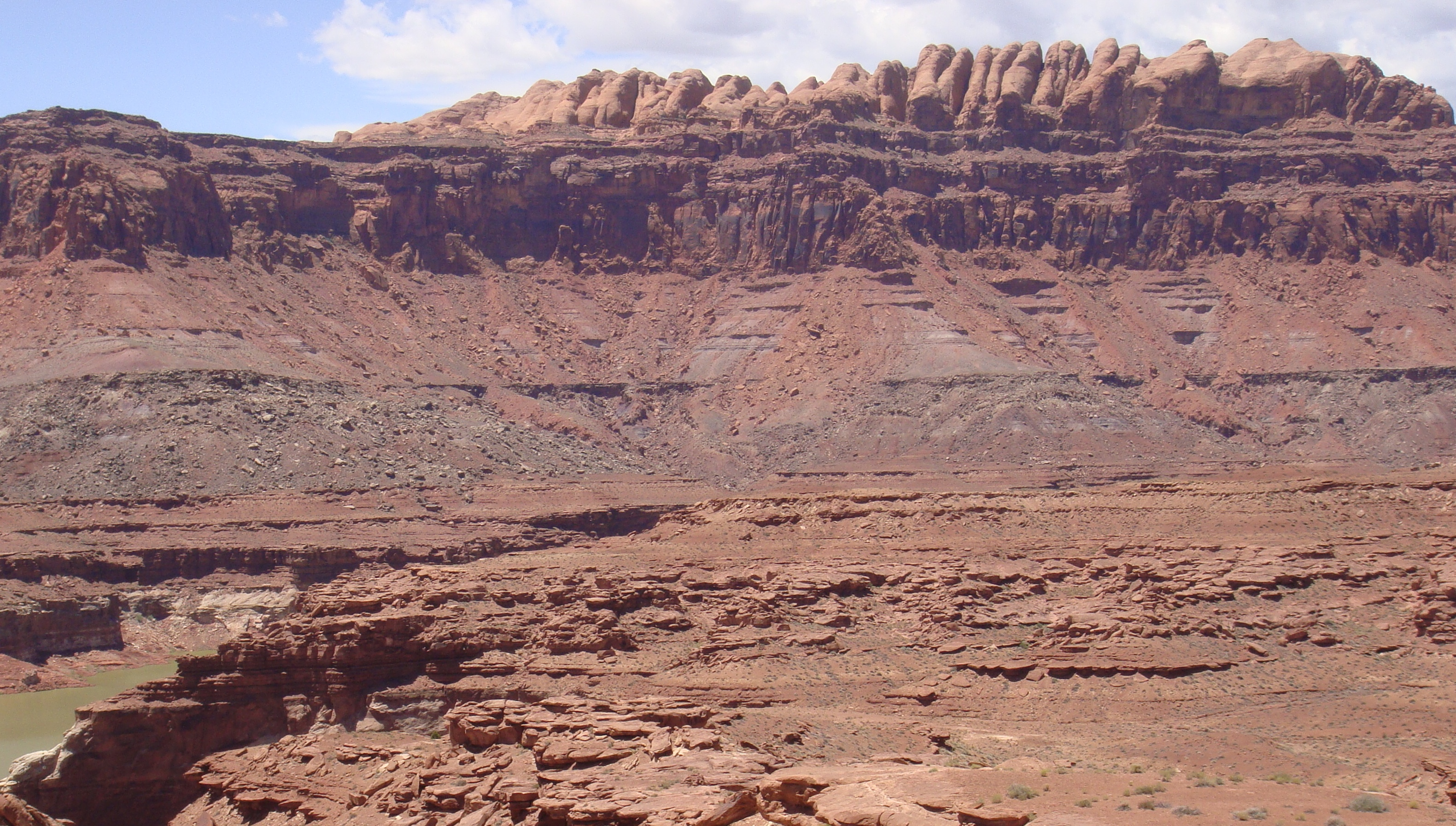
Výchozy geologického souvrství Kayenta na území státu Colorado.

Název sinemur definoval a zevedl roku 1842 francouzský paleontolog Alcide d'Orbigny. Název vychází ze jména francouzské obce Semur-en-Auxois, nacházející se nedaleko Dijonu. Spodní hranicí (bází) tohoto období ve stratigrafickém pojetí je první výskyt amonitů rodu Vermiceras a Metophioceras., svrchní hranicí pak první výskyt amonita druhu Bifericeras donovani a amonita rodu Apoderoceras. Globální referenční profil pro bázi tohoto období se nachází v obci East Quantoxhead, zhruba 6 kilometrů východně od obce Watchet v hrabství Somerset (jihozápadní Anglie).

## Fauna

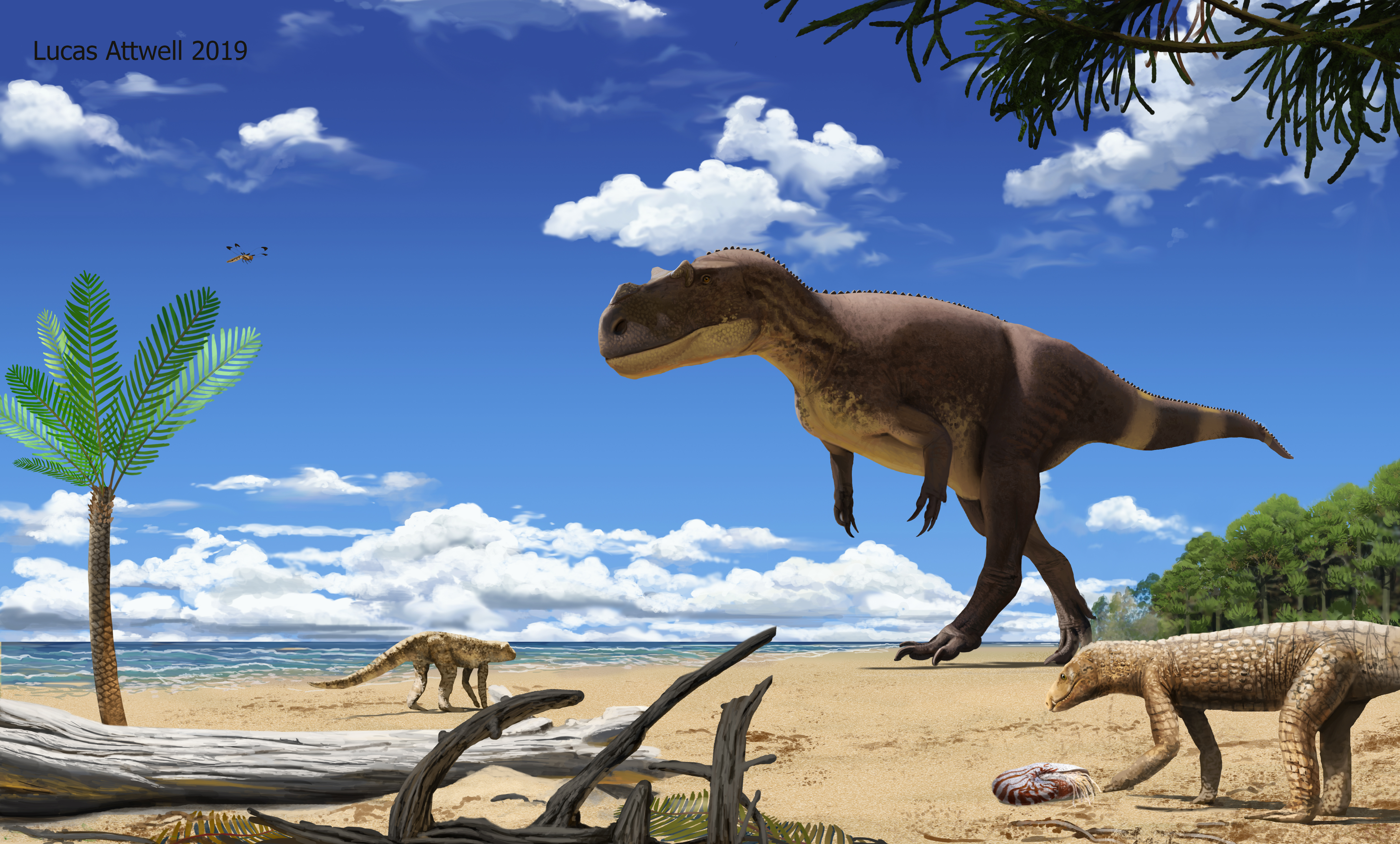
Výtvarná rekonstrukce teropodního dinosaura rodu Saltriovenator.

Na souších byli v této době již zcela dominantní skupinou obratlovců dinosauři. V Severní Americe patří k nejvýznamnějším formacím geologické souvrství Kayenta s dinosauřími rody Scelidosaurus, Scutellosaurus, Dilophosaurus, Kayentavenator nebo Sarahsaurus. V Indii poskytuje dinosauří fosilie například souvrství (Svrchní) Dharmaram s fosilními nálezy vývojově primitivních sauropodomorfů rodů Lamplughsaura nebo Pradhania. V Číně odpovídá tomuto geologickému stáří spodní část souvrství Lufeng, ze kterého známe například rody Bienosaurus, Tatisaurus, Eshanosaurus nebo Lukousaurus. Dalším čínským souvrstvím, odpovídajícím tomuto období je C'-liou-ťing (angl. Ziliujing), z něhož známe například rody Archaeocursor, Gongxianosaurus, Qianlong, Sanpasaurus nebo Zizhongosaurus. V Evropě je například souvrství Saltrio známé pro objevy mořských obratlovců (ryboještěři rodů Ichthyosaurus a Temnodontosaurus), byl tu ale objeven také teropod rodu Saltriovenator. V rámci jihoafrického souvrství Elliot byly z tohoto období objeveni například dinosauři rodů Lycorhinus, Abrictosaurus, Megapnosaurus nebo Pulanesaura.
V této době byli již hojně diverzifikováni také pterosauři ("ptakoještěři"), například rody Rhamphinion nebo Dimorphodon. Z početných mořských plazů (zejména plesiosaurů a ichtyosaurů) můžeme jmenovat rody Archaeonectrus, Thaumatodracon, Excalibosaurus nebo Leptonectes.